# Guala (vescovo di Bergamo)
Guala da Telgate (Telgate, XII secolo – Bergamo, 30 ottobre 1186) è stato un vescovo cattolico italiano.

## Biografia
Le scarse notizie sulla sua vita, ci dicono che fosse originario di Telgate in provincia di Bergamo e canonico della basilica di sant'Alessandro, è documentata la sua presente in alcuni capitoli della basilica. Fu tra i personaggi presenti alla Pace di Costanza del 1183.
L'omonimia con il vescovo Guala de Roniis, nativo di Bergamo ma nominato vescovo di Brescia, creò non poca confusione nelle ricerche storiche, ma il Roniis aveva solo sei anni alla morte di Guala vescovo di Bergamo. L'errore si protrasse nel tempo tanto che ancora nel 1912 nella chiesa di Telgate, l'arciprete Angelo Asperti in una nota scrisse Il beato Guala Vescovo vuolsi oriundo di Telgate, e come tale è indicato in un documento ove è stabilito che nel giorno tre settembre venga celebrata una Messa a di lui onore da uno dei coadiutori che ha l'onere della Cappellania Costard, complicandone maggiormente la storia.
Gli storici come Giuseppe Ronchetti e Bortolo Belotti concordano nel ritenere il Guala originario di Telgate. Fu eletto vescovo in sostituzione del vescovo Gerardo deposto perché accusato di scismatismo avendo riconosciuto l'antipapa Ottaviano de' Monticelli anziché Papa Alessandro III. Il vescovo Gerardo dopo che a Milano il 5 settembre 1167 giunse l'arcivescovo Galdino incaricato dal papa a riportare al seggio episcopale quei vescovi che erano stati allontanati dal Barbarossa, si portò Benevento dove il papa lo attendeva. Serva considerare che i capitoli delle due basiliche di Bergamo che da tempo vivevano una diatriba sulla matrice delle chiese per stabilire quale potesse divenire sede vescovile, erano appoggiate dalle importanti famiglie cittadine e quella di sant'Alessandro era appoggiata anche dai Suardi e i da Telgate.
Fu proprio mentre il Gerardo si trovava lontano che Guala fu nominato vescovo, nel dicembre del 1167 con la maggioranza della votazione del capitolo della cattedrale. La parte che era favorevole al vescovo deposto venne sconfessata e allontanata all'atto della votazione.
Guala governò per due decenni la diocesi di Bergamo. Le sue capacità lo posero tra i rappresentanti che il 25 giugno 1183 si riunirono per concordare le clausole degli accordi tra Federico Barbarossa, i comuni e la chiesa nella Pace di Costanza. Egli venne infatti incaricato quale ambasciatore dalla  Nazione Lombarda nel congresso tenutosi nel monastero di Pontida. Una presenza considerata determinante a favore dell'arcidiacono Galdino che perfino l'imperatore ritenne che, malgrado nemico, fosse degno di portar la mia spada.
Cercò di migliorare la grave situazione economica della chiesa locale cedendo i diritti sulle miniere di ferro che si trovavano in alta Val Seriana alle famiglie nobili che vi avevano stanziato le loro proprietà, previa un pagamento oneroso di L.200. Nella concessione si elencavano una serie di diritti che il presule trasferiva ai valligiani, ma anche le parti che il vescovo si riservava di diritto, come l'alpeggio e le miniere d'argento di Ardesio e Gromo. Questa concessione trent'anni dopo fu contestata dal vescovo Giovanni Tornielli che chiamò a giudicare il contenzioso proprio il vescovo Guala di Brescia, ma originario di Bergamo.

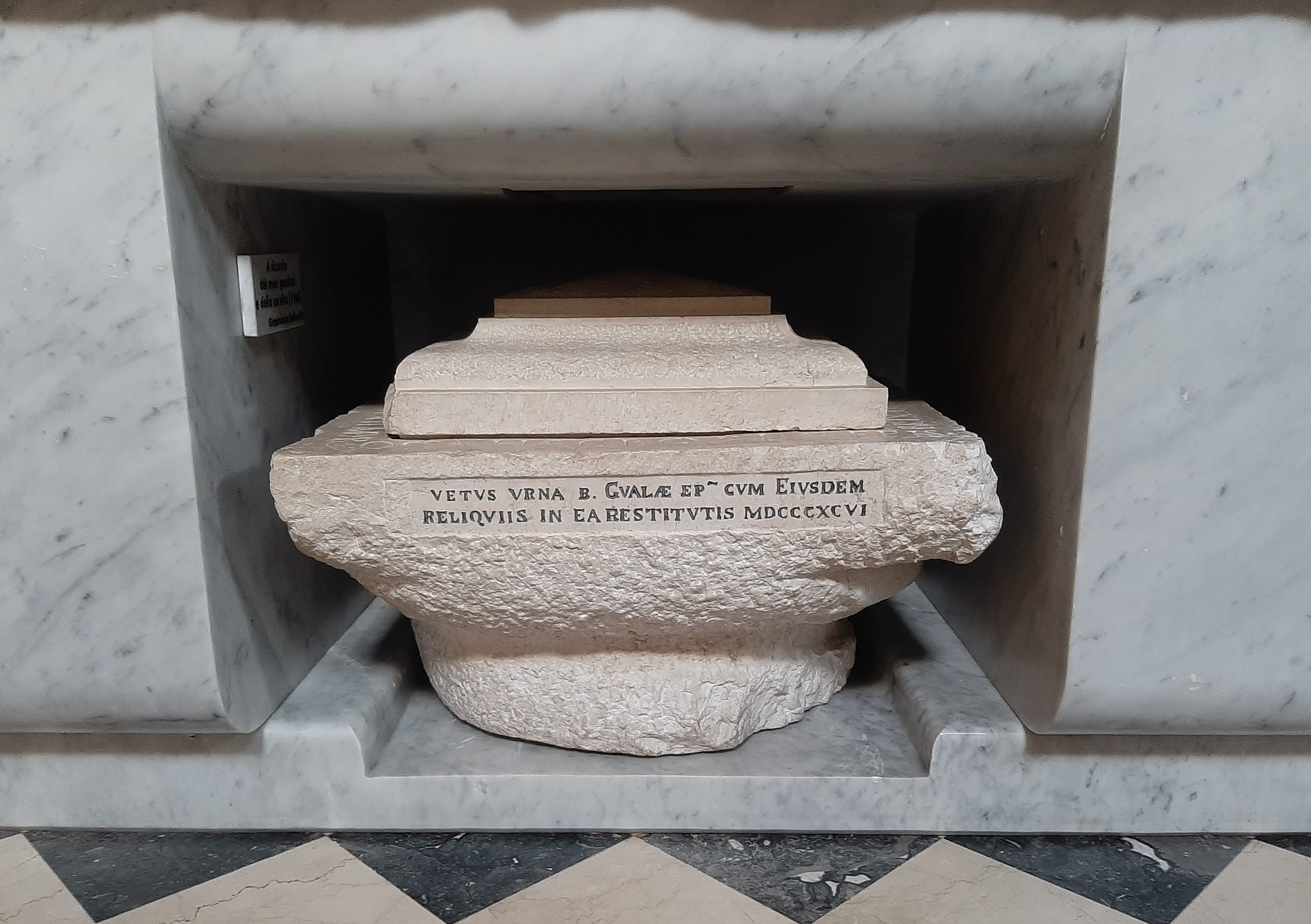
Cenotafio-Chiesa del monastero Matris Domini

Il vescovado di Guala venne giudicato positivamente. Compì sempre azioni corrispondenti alle volontà della chiesa. La sua morte avvenne a Bergamo il 30 ottobre 1186. La salma venne tumulata nella chiesa di Santa Maria di Rosate, per poi essere spostato nella chiesa del Monastero Matris Domini, sempre di Bergamo.